# Phtheochroa waracana
Phtheochroa waracana es una especie de polilla de la familia Tortricidae. Se encuentra en América del Norte, donde se ha registrado en Alberta, Arizona, California, Indiana, Maine, Manitoba, Ontario y Saskatchewan.
La envergadura es aproximadamente de unos 20 mm. Se han registrado adultos en vuelo de junio a agosto.